# Veress Istvánné
Veress Istvánné, született Varga Eleonóra (Sopron, 1932. március 31. – 2018. február 24.) Európa-bajnok magyar sportlövő, edző.

## Pályafutása
1950-ben Sopronban érettségizett, majd a Marx Károly Közgazdaságtudományi Egyetemen közgazdász diplomát szerzett. 1951 és 1958 között az MSZHSZ Diósgyőri Zalka Máté LK, 1958 és 1961 között az Egyesített Tiszti Iskola (ETI), 1961 és 1967 között a Bp. Honvéd sportlövője volt. 1956 és 1962 között egyéniben négyszer, csapatban nyolc alkalommal volt magyar bajnok. 1955 és 1965 között volt a magyar válogatott keret tagja. Az 1958-as moszkvai világbajnokságon ezüstérmet szerzett kisöbű sportpuska összetett csapatversenyben. 1955 és 1961 között az Európa-bajnokságokon egy arany- két ezüst- és öt bronzérmet nyert.
1959 és 1989 között az OTP munkatársa, pénztári csoportvezetője, főkönyvelője volt.

## Sikerei, díjai
- Világbajnokság – kisöbű sportpuska
  - ezüstérmes: 1958
- Európa-bajnokság – kisöbű sportpuska
  - aranyérmes: 1961
  - ezüstérmes (2): 1957, 1961
  - bronzérmes (5): 1955 (3x), 1957 (2x)
- Magyar bajnokság – kispuska és kisöbű sportpuska
  - egyéni bajnok (4): 1956, 1958 (2x), 1962
  - csapatbajnok (6): 1958 (2x), 1961 (3x), 1961